# Xenicus lyalli
Traversia lyalli là một loài chim đã tuyệt chủng trong họ Acanthisittidae.